# Joodse begraafplaats (Coevorden)
In Coevorden ligt naast de Algemene Begraafplaats aan de Ballastweg een Joodse begraafplaats met een metaheerhuisje.
Deze begraafplaats werd ingewijd in 1894. Ze verving de oude begraafplaats aan de Kerkstraat, die op het terrein van de synagoge was gelegen. Deze was in gebruik sinds 1775. Deze begraafplaats werd geruimd en de graven werden overgebracht naar de Ballastweg. Het synagogegebouw staat er nog steeds, maar na de Tweede Wereldoorlog werd het Joodse leven in Coevorden niet meer hervat. Het gebouw herbergt nu een muziekschool.
Naast de genoemde begraafplaatsen in Coevorden, werden ook de begraafplaatsen in Dalen en Gees gebruikt. Ook wordt een Joodse begraafplaats in Oosterhesselen genoemd. Hier zijn geen sporen van bewaard gebleven, maar het bestaan ervan is wel aannemelijk, omdat van de begraafplaatsen in Dalen en Gees ook nauwelijks sporen zijn.